# Mak Dizdar
Mak Dizdar, vlastním jménem Mehmedalija (17. října 1917 Stolac, Bosna a Hercegovina – 14. července 1971 Sarajevo, Jugoslávie), byl novinář a básník bosňáckého původu. Sdílí ho jak bosenskohercegovská, tak chorvatská literatura, známým pojmem je ale i pro literatury všech zemí bývalé Jugoslávie.

## Biografie
Dizdar se narodil do majetné hercegovské muslimské rodiny, která měla nemalé pozemkové vlastnictví. Materiální zázemí rodiny se výrazně zhoršilo po pozemkové reformě, v Bosně a Hercegovině prováděné mezi lety 1919 a 1921, a nakonec i předčasné smrti otce Muharema roku 1923, který se nikdy zcela nevzpamatoval z válečných útrap na východním frontě. Muharem se oženil s Nezirou Babović (1881–1945), původem z Trebinje, která přivedla na svět tři děti, syny Hamida (1907–1967) a Mehmedaliju (1917–1971) a dceru Refiku (1921–1945).
Základní školu navštěvoval v rodném Stolci a mezi lety 1930–1936 Šarí‘atské gymnázium pak v Sarajevu, které nedokončil. Od roku 1936 se věnoval novinářské činnosti. Během druhé světové války pracoval jako poštovní doručovatel a brzy nato společně s bratrem Hamidem vstoupil do komunistického partyzánského hnutí. V rámci odplaty chorvatský ustašovský režim zatkl jeho maminku a sestru a ty pak zavraždil v koncentračním táboře Jasenovac.
Po válce působil jako zpravodaj jugoslávské tiskové agentury TANJUG pro Bosnu a Hercegovinu (1946–1948), poté v letech 1948–1951 jako redaktor sarajevského deníku Oslobođenje (Osvobození) a nato v mezi lety 1951 a 1959 na stejné pozici ve vydavatelství Narodna prosvjeta (Lidová osvěta). Narodna prosvjeta byla po uveřejnění výsledku anonymní literární soutěže roku 1955/56 (s níž byla spojena enormní finanční odměna milion dinárů), ve které vyhrál kritický román Bihorci Ćamila Sijariće, komunistickým režimem obviněna z ideologických úchylek a nakonec roku 1959 rozpuštěna. Její zaměstnanci včetně Maka Dizdara byli následně propuštěni, sám Dizdar se poté musel několik let protloukat bez stálého zaměstnání. Teprve až roku 1964 získal místo redaktora v literárním časopisu Život, v jehož redakci setrval až do své předčasné smrti roku 1971, kdy podlehl následkům akutní zástavy srdce.
Proslavil se především básnickou sbírkou Kameni spavač (Kamenný spáč, 1966), jež byla inspirována středověkými bosenskými epitafy, stećky, a literaturou. Jeho poesie využívá jednoduchý jazyk bible a lidových písní, tradiční obrazivost čerpající z reálií a historických záznamů středověké Bosny a lapidární a samozřejmé vyjadřování formou „zápisu“, v pozadí jeho básní ale často stojí společenské a filosofické problémy. Pro jeho verše je typická snaha o spojování zvukově podobných slov do neobvyklých významových celků (Zatvoren u rebra zarobljen od srebra / I kad si visokan bjelji ni od sebra“ – z básně Drugo slovo o čovjeku).
Dizdar si roku 1941 vzal za manželku Seniju Dedić (1921–1980), s níž přivedl na svět tři mužské potomky, Faruka (1942–2022), přezdívaného též Murkel, Envera (1944–2012) a Maju (*1951). Enver, novinář, scenárista a umělecký kritik, spoluzaložil a dlouhá léta vedl Nadaci Maka Dizdara (v současné době ji vede jeho syn Gorčin). Majo, scenárista a novinář, uspořádal knihu vzpomínek na svého otce pod názvem Mak Dizdar: sjećanja i fotografije (Mak Dizdar: vzpomínky a fotografie, Zenica 2007).
Makův bratr Hamid Dizdar byl známý levicový aktivista, básník a spisovatel.

## Dílo

### Básnická tvorba
- Vidovopoljska noć (Vidovopolská noc, Sarajevo 1936)
- Plivačica (Plavkyně, Sarajevo 1954)
- Povratak (Návrat, Sarajevo 1958)
- Koljena za madonu (Kolena pro madonu, Sarajevo 1963)
- Minijature (Miniatury, Kruševac 1965)
- Ostrva (Ostrovy Sarajevo 1966)
- Kameni spavač (Kamenný spáč, Sarajevo 1966, rozš. Sarajevo 1970, 1973, 1975, 1980, 1981, 1984, 1986, 1988, 1996, 1997, 2003, 2004, 2011, 2017, Mostar 1973), slovensky (výbor): Kamenný spáč (Bratislava 1968), německy: Der steinerne Schläfer (Zagreb 1975, Frankfurt am Main 1995), albánsky: Gjumash i gurzuar (Priština 1977), anglicky: Kameni spavač = Stone sleeper (Sarajevo 1999), Stone sleeper (London 2009)

### Odborné práce
- Panorama savremene bosanskohercegovačke proze (Panorama současné bosenskohercegovské prózy, Sarajevo 1961)
- Stari bosanski tekstovi (Staré bosenské texty, Sarajevo 1969, 1971, 1990, 2012)

### Překlady z francouzštiny
- Andersen, Hans Christian. Bajke. Sarajevo 1965, 1967, 1975, 1978.

### Vybrané a sebrané spisy
- Gorčin (Gorčin, ed. Ante Popovski, Skopje 1968), výbor básní
- Modra reka (Modrá řeka, ed. Čedo Jakimovski, Skopje 1970), výbor básní
- Modra rijeka (Modrá řeka, Sarajevo 1971, 1972, 2000), výbor básní
- Modra reka (Modrá řeka, Ljubljana 1972), výbor básní
- Pjesme (Básně, ed. Augustin Stipčević, Zagreb 1972), výbor básní
- Zápis o člověku (Praha 1980), výbor básní
- Izabrana djela I–III (Knjiga 1: Vidovopoljska noć, Plivačica, Okrutnosti kruga, Koljena za Madonu; Knjiga 2: Kameni spavač, Osvojena tajna; Knjiga 3: Eseji, Kritike, Dnevnik (Sebrané spisy, 3 sv., Sarajevo 1981)
- Kameni spavač (Kamenný spáč, ed. Enes Duraković, součást edice Savremena književnost naroda i narodnosti Bih u 50 knjiga, Sarajevo 1984/85)
- Kameni spavač: izabrane pjesme (Kamenný spáč: vybrané básně, ed. Enes Duraković, Sarajevo 1991, součást edice Muslimanska književnost XX vijeka, Sarajevo 1997, součást edice Bošnjačka književnost u 100 knjiga)